# Babel (album)
Babel è il secondo album del gruppo britannico Mumford & Sons ed è uscito il 21 settembre 2012 in Germania, Lussemburgo, Belgio, Irlanda, Australia, Nuova Zelanda, Norvegia e Paesi Bassi, il 24 settembre nel Regno Unito, America meridionale, Italia, Spagna, Scandinavia ed Europa orientale e il 27 settembre in America del Nord.
L'album è composto da 12 canzoni a cui si aggiungono tre bonus track nella versione Deluxe.
L'album arriva dopo il fortunato predecessore Sigh No More del 2009. Nel 2013 vince il Grammy Award come miglior album dell'anno.

## Storia dell'album
Alla fine del 2010, i Mumford & Sons avevano già iniziato a testare in tour, il nuovo materiale su cui stavano lavorando. La maggior parte di queste canzoni, tra cui "Broken Crown" e "Below My Feet", erano già state suonate dal vivo in numerose occasioni prima della pubblicazione dell'album. Il gruppo ha deciso di non cambiare il loro sound con Babel, che è il seguito del famoso Sigh No More del 2009, che li ha portati alla fama internazionale. Tuttavia, ammisero di aver preso volutamente tutto il tempo per perfezionare il suono che avevano già sviluppato.
Dopo un anno di speculazioni, l'album è stato finalmente annunciato tramite il loro sito ufficiale (lunedì 16 luglio 2012) che il loro nuovo album Babel sarebbe stato pubblicato nel Regno Unito, il 24 settembre e il giorno seguente negli Stati Uniti. Inoltre, venne rivelato un elenco di brani e la copertina dell'album, oltre a una promozione video di 30 secondi. Babel è stato reso disponibile in pre-ordine sul sito ufficiale della band lunedì 23 luglio, quando è stato annunciato che l'album sarebbe stato reso disponibile anche in formato vinile e un'edizione Deluxe con 3 tracce aggiuntive.

## Singoli
Il singolo principale ufficiale dell'album è "I Will Wait". La band ha presentato in anteprima la canzone su BBC Radio 1 con Zane Lowe, il 7 agosto 2012. Il 29 agosto 2012, Mumford & Sons ha registrato la loro esibizione dal vivo di "I Will Wait" al Red Rocks Amphitheatre in Colorado. La performance è diventata il 9 settembre, video ufficiale della band per la canzone.
Il secondo singolo dell'album è "Lover of the Light". Il video musicale è stato pubblicato il 7 novembre, con protagonista l'attore Idris Elba, che ne ha anche diretto il cortometraggio. La canzone è stata ufficialmente pubblicata il 3 dicembre 2012.
Il terzo singolo estratto dall'album è "Whispers in the Dark". Il video musicale è stato presentato per la prima volta l'11 marzo 2013.
La title track "Babel" è il loro quarto singolo estratto dall'album. È già entrato nell'elenco delle playlist della BBC Radio 1.
Il 4 agosto 2013 è stato pubblicato un video musicale per la canzone "Hopeless Wanderer" con Jason Sudeikis, Jason Bateman, Ed Helms e Will Forte come rispettivamente Marcus Mumford, Winston Marshall, Ben Lovett e Ted Dwayne. Il video è stato pubblicato su Vevo e YouTube; in meno di quattro giorni su quest'ultimo, il video aveva già oltre 3 milioni di visualizzazioni.

## Accoglienza e critica
Babel ha ricevuto recensioni generalmente positive da parte di critici musicali. Metacritic, che assegna una valutazione normalizzata su 100 a recensioni di critici tradizionali, l'album ha ricevuto un punteggio medio di 63, basato su 33 recensioni. La rivista Mojo trovò che era "più di un album nu-folk decente", ma anche "un grande album pop", mentre il Daily Mail affermava che i Mumford & Sons aggiungevano "un nuovo splendore al folkrock rustico" su Babel.
Clash lo ha definito un "disco ruggente" con attacchi orecchiabili e "poca profondità", ma "alcuni buoni brani". Davis Inman di The A.V. Club ha trovato l'intero album "dal suono impeccabile", anche se l'immaginario di Mumford sembra "come le parole di un lessico affamato di un pigro autore di canzoni". La rivista Q lo definì un "ascolto alla fine confortevole, che si addice ai suoni folk di un risolutore irriverente. Melissa Maerz di Entertainment Weekly ha osservato che la musica convincerà gli ascoltatori che non riescono ad apprezzare "i testi così seri", dal momento che la band "ha padroneggiato il pungolo emotivo delle dinamiche silenziose / rumorose".
Kelly O'Brien di State ha elogiato "l'ardore sfrenato e la poesia zelante" della band, e ha scritto che "riescono a suonare ad alta voce e con vivacità, senza mai fare la discesa in cacofonia". Will Hermes di Rolling Stone ha citato i testi della band come caratteristica distintiva dell'album, scrivendo che usano un "sapore da chiesa" per "sovrascrivere e complicare le canzoni d'amore". La rivista Magnet ha constatato che Babel è un "album più sottile e compiuto" di Sigh No More.
Kitty Empire del The Observer ha definito Babel "un disco anodino, privo dell'autorità rabbiosa dell'opera di Laura Marling", e considerava la "mancanza di sfumature" della band come contro-intuitiva, scrivendo che "la gente è una risorsa malleabile, e qui è spogliata di ogni politica o testimonianza, diventando un esercizio di esegesi romantica per uomini carini con mandolini ". In una recensione mista, Kevin Perry di NME l'ha definito un album "medio", "di gente di strada" e "un adattamento razionalizzato e semplificato" di Sigh No More.
Andy Gill di The Independent ha intitolato la sua recensione "A faccia a faccia con i Romantici del Nu-Folk " e ha accusato Mumford di "peccare di egocentrismo, ed essere assorto nei propri sentimenti" pur mancando di "metafore e metonimia". James Christopher Monger di Allmusic sentiva che le loro canzoni "incredibilmente vivaci" "abbaiavano molto più forte di quelle che mordevano" e trovavano la maggior parte dell'album "offrendo il messaggio di ogni uomo con il tipo di fervore spirituale calcolato che deriva dal dover adattarsi alle masse dei festival, in contrapposizione alle folle di club più piccoli".

### Riconoscimenti
Rolling Stone ha classificato Babel numero 11 nella lista dei 50 migliori album del 2012. L'album è stato candidato a quattro Grammy Awards, vincendo come Album dell'anno al 55 ° Grammy Awards annuale. Babel è stato anche nominato per i Brit Award per l'Album britannico dell'anno nel 2013. Babel ha vinto il premio Juno per l'album internazionale dell'anno. Successivamente è stato incluso anche nella lista di Q Magazine dei "50 Greatest Album of 2012".

## Tracce
1. Babel – 3:29
2. Whispers in the Dark – 3:15
3. I Will Wait – 4:51
4. Holland Road – 4:13
5. Ghosts That We Knew – 5:39
6. Lover of the Light – 5:14
7. Lovers' Eyes – 5:21
8. Reminder – 2:04
9. Hopeless Wanderer – 5:07
10. Broken Crown – 4:16
11. Below My Feet – 4:52
12. Not with Haste – 4:09

Tracce bonus Deluxe Edition
1. For Those Below – 3:36
2. The Boxer – 4:06
3. Where Are You Now? – 3:41

### Gentleman of the Road
Il 29 ottobre 2012 è stato annunciato sul sito web della band una nuova versione dell'album intitolata "Gentlemen of the Road Edition". Questo è l'album che, accanto ai brani bonus, è accompagnato da un CD/DVD del film The Road To Red Rocks, contenente interviste e riprese con la band, registrato dal duo Fred & Nick durante il tour fra i festival di Gentlemen of the Road, i due concerti dal tutto esaurito. L'elenco delle tracce è simile sul CD e sul DVD, ad eccezione di "Thistle & Weeds", contenuto solo nel DVD.

## Formazione
- Marcus Mumford – voce, chitarra acustica ed elettrica, batteria, percussioni, mandolino
- Ted Dwane – voce, contrabbasso, basso elettrico, chitarra acustica ed elettrica, batteria, percussioni
- Ben Lovett – voce, pianoforte, tastiere, organo, fisarmonica, batteria, percussioni
- Winston Marshall – voce, banjo, mandolino, chitarra resofonica, basso, chitarra elettrica

Altri musicisti
- Chris Alan – violoncello
- Nell Catchpole – violino, viola
- Nick Etwell – tromba, flicorno soprano
- Ross Holmes – violino
- Dave Williamson – trombone